# Década de 1990
A década de 1990, também conhecida como a última década do século XX, compreende o período entre 1º de janeiro de 1990 e 31 de dezembro de 1999, de acordo com a contagem cronológica oficial do calendário gregoriano. Foi precedida pela década de 1980 e sucedida pela década de 2000.
Durante esse período, o mundo passou por grandes transformações políticas, econômicas e culturais, incluindo o fim da Guerra Fria com a dissolução da União Soviética em 1991, o surgimento da internet comercial e da World Wide Web, disponibilizada ao público em 1991 por Tim Berners-Lee, e o genocídio de Ruanda em 1994.

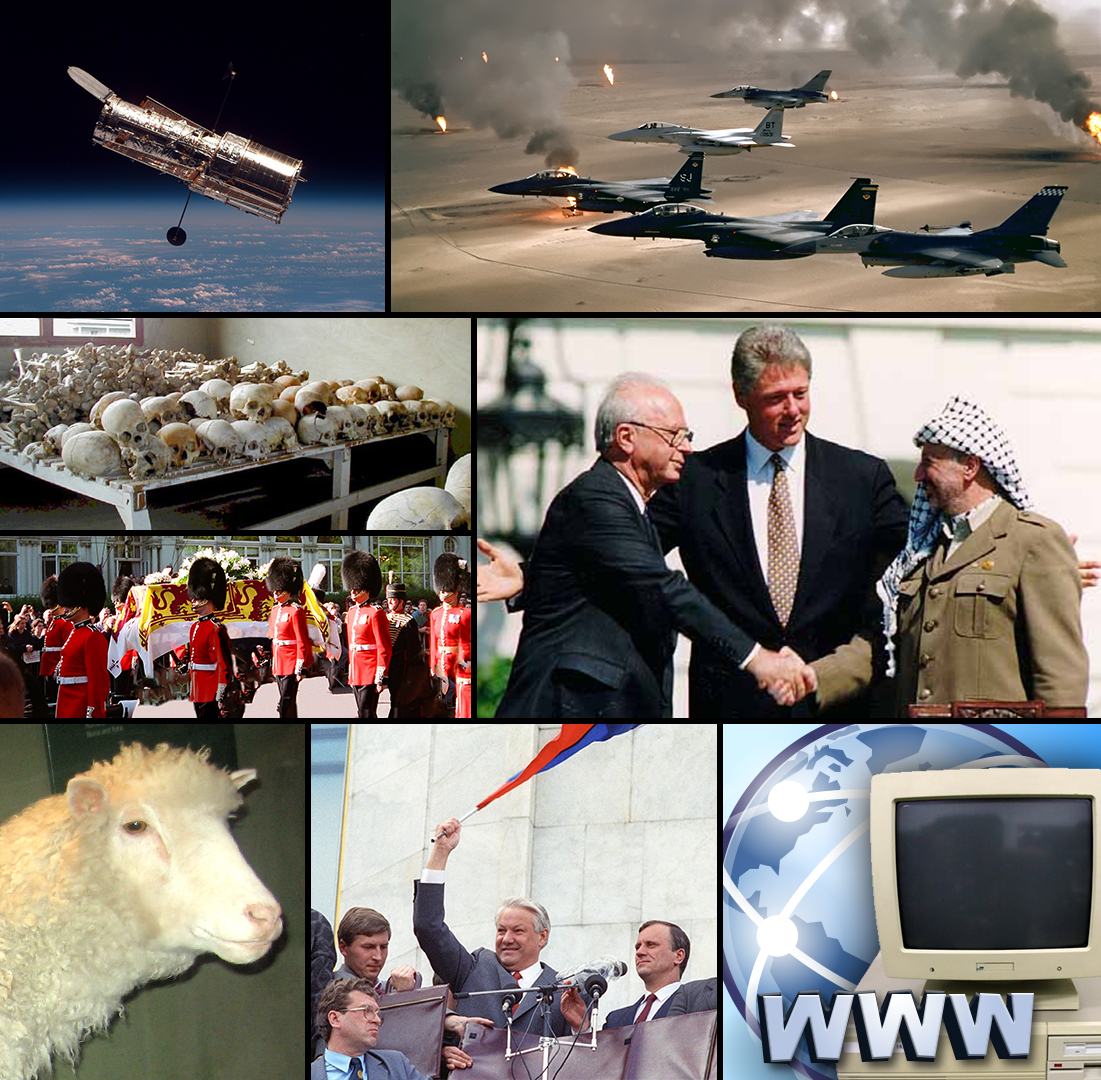
Do canto superior esquerdo, no sentido horário: O Telescópio Espacial Hubble orbita a Terra depois de ter sido lançado em 1990; Os F-16s e F-15s americanos sobrevoam campos de petróleo em chamas na Operação Tempestade no Deserto, também conhecida como a Guerra do Golfo de 1991; a assinatura dos Acordos de Oslo em 13 de setembro de 1993; a World Wide Web ganha uma face pública no início da década e ganha enorme popularidade em todo o mundo; Boris Yeltsin cumprimenta multidões após o fracassado Golpe de Agosto, que leva à dissolução da União Soviética em 26 de dezembro de 1991; Dolly a ovelha é o primeiro mamífero a ser clonado de uma célula somática adulta; a procissão fúnebre de Diana, Princesa de Gales, que morreu em um acidente automobilístico em Paris e foi lamentado por milhões; centenas de milhares de pessoas tutsis são mortas no genocídio ruandês de 1994, o que se tornaria um fator no início da Segunda Guerra do Congo de 1998.

## Visão geral
Os anos 1990 iniciaram com o colapso da União Soviética e o fim da Guerra Fria, sendo esses seguidos pela consolidação da globalização e capitalismo global. Fatos marcantes para a década foram a Guerra do Golfo e a popularização do computador pessoal e da Internet. A prosperidade econômica experimentada por muitos países às custas da escassez em oitros durante a década de 1990 foi de natureza semelhante a que foi experimentada nas décadas de 1920 e 1950. Cada período de prosperidade foi o resultado de uma mudança de paradigma nos assuntos globais. As mudanças nas décadas de 1990 ocorreram em parte como resultado da conclusão da Guerra Fria.
Otimismo e esperança burgueses seguiram o colapso do Comunismo, mas os efeitos colaterais do fim da Guerra Fria estavam só começando, como o advento terrorista em regiões vítimas do chamdo Primeiro Mundo, especialmente na Ásia. O Primeiro Mundo experimentou crescimento econômico estável durante toda a década. O Reino Unido, depois de uma recessão em 1991-92 e a desvalorização da libra, conseguiu 51 bimestres seguidos de crescimento que se seguiram no novo século. Até nações com menor representatividade econômica como a Malásia tiveram aperfeiçoamentos gigantescos. Mas deve-se notar que a economia dos Estados Unidos permaneceu sem crescimento durante a primeira metade da década.
Muitos países, instituições, companhias e organizações consideraram os anos 1990 como "tempos prósperos".
Politicamente, os anos 1990 foram de democracia expansiva. Os antigos países do Pacto de Varsóvia logo saíram de regimes totalitários para governos eleitos. O mesmo ocorreu com países em desenvolvimento (Taiwan, Chile, África do Sul e Indonésia).
Apesar da prosperidade e democracia, houve um "lado maléfico" significativo. Na África, o aumento nos casos de AIDS e inúmeras guerras levaram á diminuição da expectativa de vida e nada de crescimento econômico. Em ex-nações soviéticas, havia fuga de capital e o PIB decrescente. Crises financeiras nos países em desenvolvimento foram comuns depois de 1994, apoiados pela globalização. E eventos trágicos como as guerras dos Bálcãs, genocídio de Ruanda, a Batalha de Mogadíscio e a primeira Guerra do Golfo, assim como o crescimento do terrorismo, levou à idealização do choque de civilizações. Mas esses fatos foram apenas relembrados com relevância na década de 2000.
A cultura jovem aceitou o Grunge como mídia e foi muito diversificada se ramificando em tribos num universo social muito diverso que foi desde o superficialismo e consumismo até a militância ambientalista e antiglobalizante. A expressão nas roupas e através de tatuagens e piercings também foi marcante, bem como o consumo de drogas com o surgimento do ecstasy ligado a cultura de música eletrônica o aumento no consumo de maconha na classe média. No Brasil o jovem se viu envolvido cada vez mais com sexo em idade precoce e também foi vítima do aumento da violência nos grandes centros urbanos. Começaram a serem exibidos diversos comerciais antidrogas com a frase final: "Drogas, nem morto"

### No Brasil
Os anos 1990 começaram com instabilidade, com o confisco da poupança do presidente Fernando Collor. Os negócios escusos de Collor mais tarde levariam milhares de jovens (mobilizados por uma forte campanha de mídia) a criarem o movimento dos "caras-pintadas" e pedirem seu impeachment.
No governo seguinte, o país experimentou estabilidade econômica e crescimento com o Plano Real (1994), que igualava a paridade da moeda e do dólar por meio de uma banda cambial. O Ministro da Fazenda que implementou o Real, Fernando Henrique Cardoso, se elegeria presidente por duas vezes seguidas naquela década, ganhando sua reeleição após mudar a Constituição. O sistema de bandas cambiais mostrou fragilidades ao fim da década, tendo impactos no aumento da pobreza. Com as reservas cambiais comprometidas, a moeda tornou-se flutuante em janeiro de 1999, após não suportar as pressões especulativas junto à crise russa de 1998. O presidente também trouxe a volta do Fusca, denominado Fusca Itamar. O Fiat Uno passou a ter a nomenclatura Mille.
A cultura brasileira tornou-se mais valorizada, com a ressurreição do cinema e a boa recepção de músicos brasileiros no exterior. O esporte também passou por bons momentos, com 25 medalhas olímpicas e títulos mundiais no futebol masculino e basquete feminino.

## Ciência e tecnologia

### Ciência
- Físicos exploram o tempo e espaço com a teoria das cordas.
- Detecção dos primeiros planetas extrassolares.
- Clonagem da ovelha Dolly.
- Começo do Projeto Genoma Humano.
- Identificação de DNA torna-se muito utilizado em investigações criminais.
- O Telescópio espacial Hubble, lançado em 1990, revoluciona a astronomia.
- Mortalidade da AIDS diminui com inibidores de protease.
- A nave Pathfinder da NASA aterrissa em Marte e deixa o veículo Sojourner, que analisa a geologia e astronomia marciana.
- O Cometa Hale-Bopp passa pelo sol depois de 4 200 anos.
- Reciclagem e biodegradáveis se tornam mais difundidos.
- Alimentos geneticamente modificados são desenvolvidos comercialmente.
- Descoberta de matéria escura, energia escura, e anãs marrons, e a confirmação da existência de um buraco negro.
- A sonda Galileu orbita Júpiter, estudando o planeta e suas luas.
- Início da construção da Estação Espacial Internacional
- Em 1994, Carl Sagan recebeu a Medalha Bem-Estar Público, a maior condecoração da Academia Nacional de Ciências dos Estados Unidos por suas distintas contribuições para a aplicação da ciência e para o bem-estar da humanidade.[12] Diz-se que lhe foi negado o ingresso à academia porque sua atividade havia gerado impopularidade ante outros cientistas.[13]

### Tecnologia
Os anos 1990 trouxeram um grande desenvolvimento tecnológico, tornando populares e aperfeiçoando tecnologias inventadas na década de 1980.
- Processador Pentium da Intel.

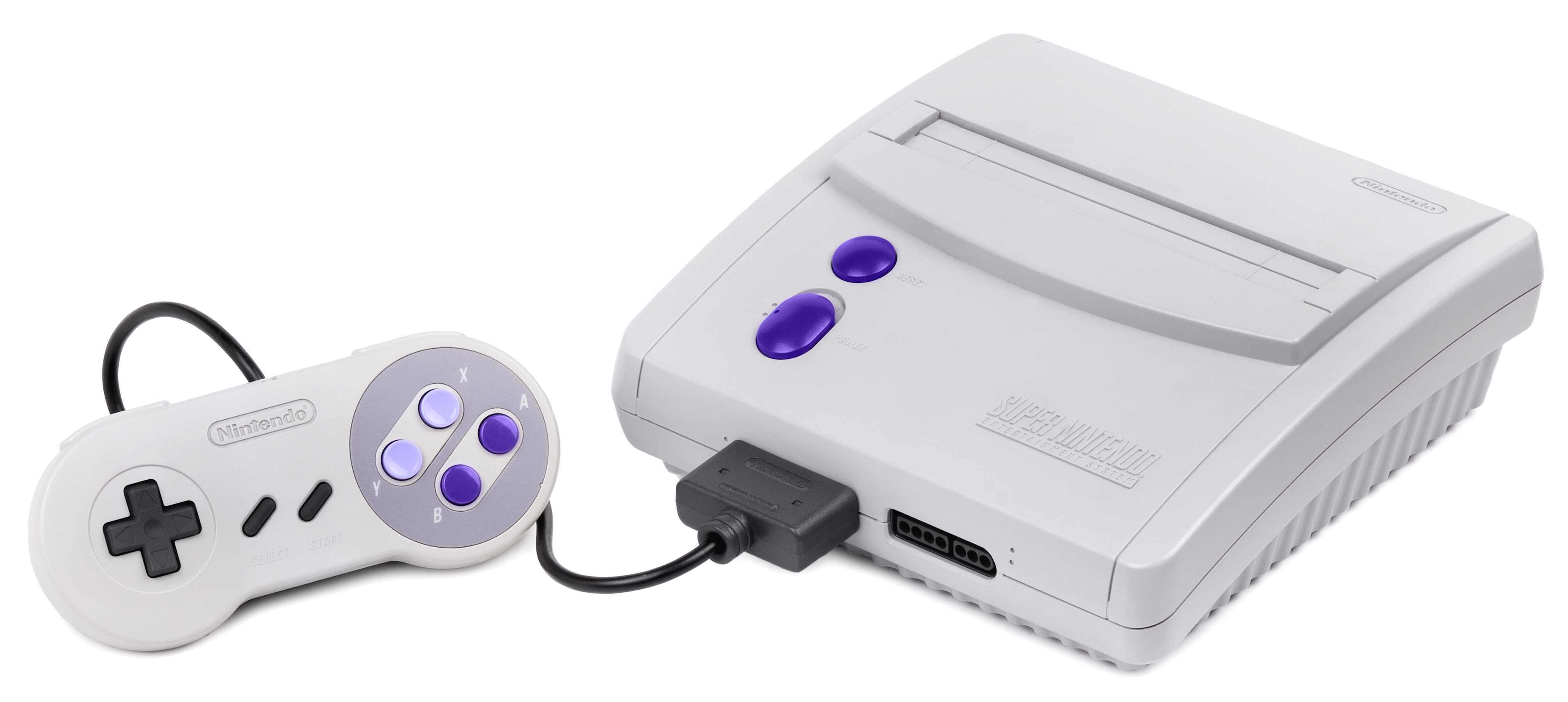
O videogame Super Nintendo é um ícone dos anos 1990, lançado em 1990, vendeu 50 milhões de unidades pelo mundo durante essa década.

- Popularização do Microsoft Windows, especialmente após o lançamento do Windows 95.
- Crescimento da Internet, devido à queda no custo de computadores e tecnologia.
- Surge os primeiros navegadores, tais como o Internet Explorer e Opera.
- Programação Java da Sun Microsystems.
- Comércio eletrônico; crescem companhias como Amazon.com, eBay, AOL, Mercado Livre (empresa) e Yahoo!.
- O telefone celular cresce em popularidade e diminui o tamanho, se tornando uma necessidade moderna.
- Pagers e PDAs se tornam populares para comunicação.
- Temor pelo Bug do milênio, que não ocorreu.
- O sistema Linux começa a ser desenvolvido.
- A tecnologia do CD é aperfeiçoada no DVD.
- Chegada do Windows 98 que foi o sucessor do Windows 95.
- Muitos videogames foram lançados, como o PlayStation, Super Nintendo e Mega Drive.

### Arquitetura
Tem se destaque o surgimento da arquitetura neo moderna como uma forma dominante de arquitetura nesta última década do século XX, especialmente em escritórios corporativos. Edifícios neomodernistas, como os modernistas, são projetados para serem largamente monolíticos e funcionais. Ao lado deste tipo de arquitetura também há a presença da arquitetura high-tech (surgida na década de 1970).

## Política e economia

### Guerras e política

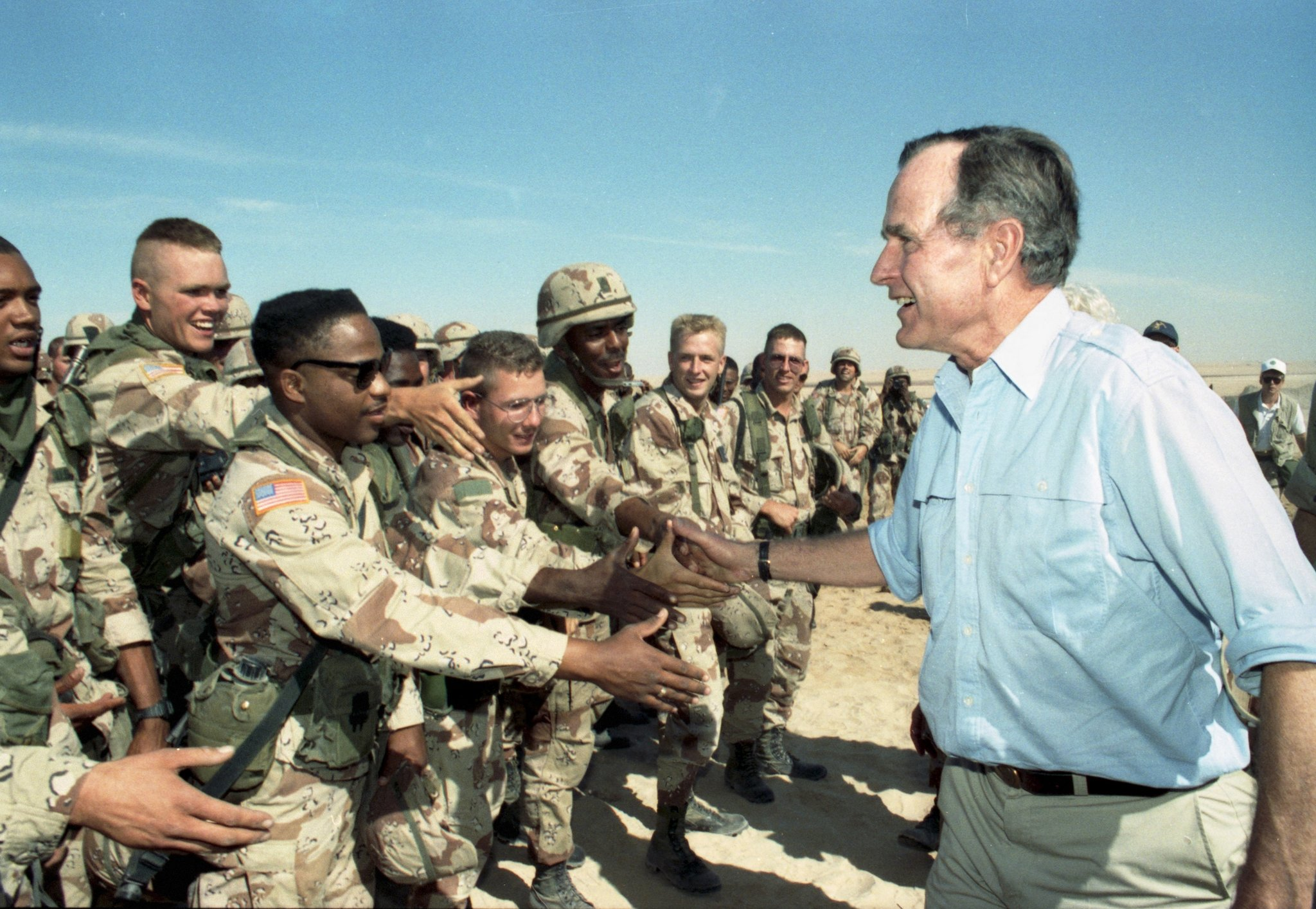
George Bush no Iraque.

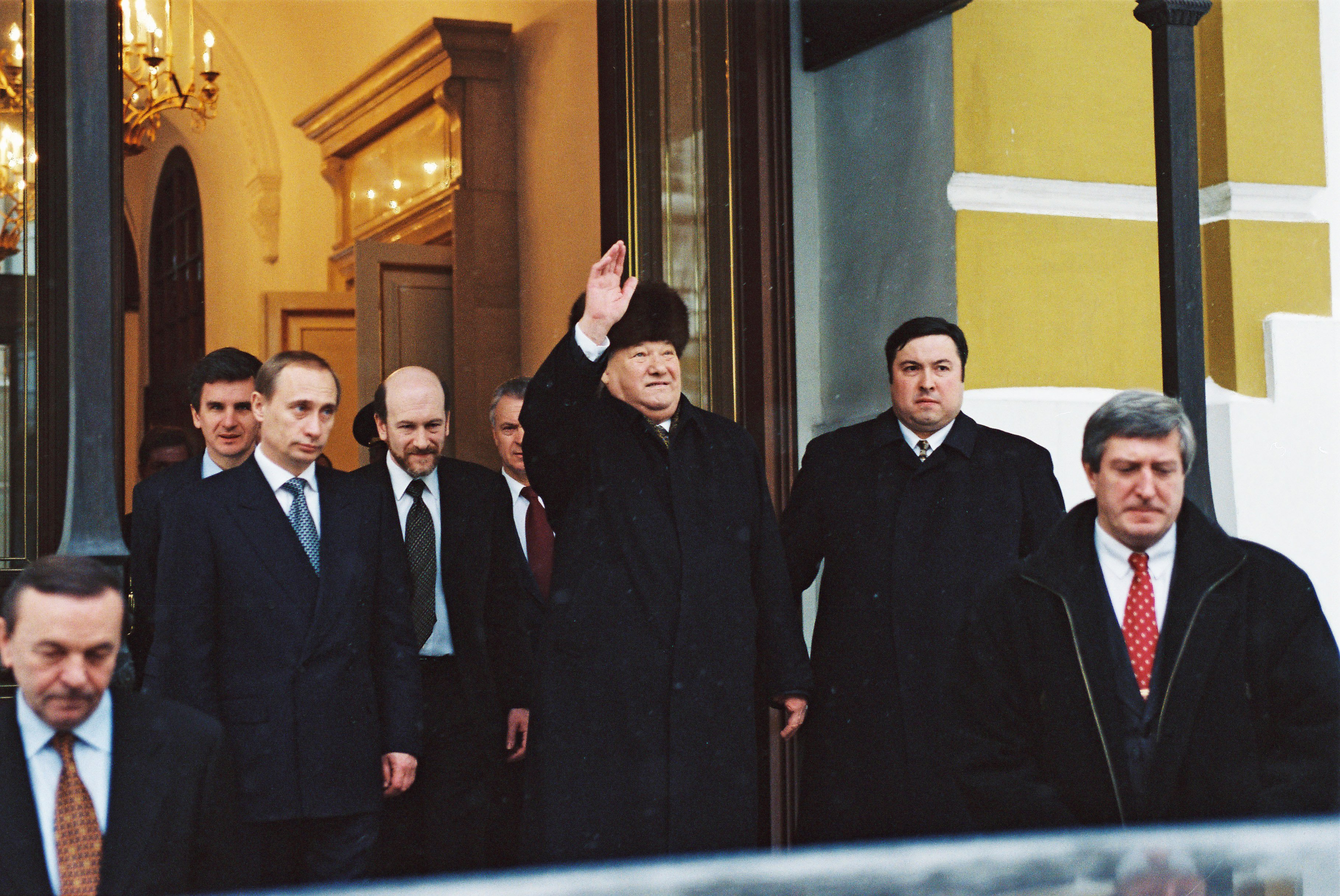
Em Moscou, Boris Iéltsin deixa a presidência após uma década de pesadelos. Vladimir Putin assume como promessa de reconstruir a Rússia.

- Reunificação da Alemanha (3 de Outubro de 1990).
- Irlanda elege a primeira mulher-presidente, Mary Robinson (1990).
- Fim do apartheid na África do Sul (1990) e eleição de Nelson Mandela como primeiro presidente negro daquele país (1994).
- Guerra do Golfo (resultado da invasão iraquiana no Kuwait) e embargo da ONU ao Iraque.
- Unificação do Iémen (1990).
- A Rússia Soviética se declara independente da URSS, tornando-se Federação Russa. A União Soviética não reconhece a independência de seu centro político e continua a existir. (1991)
- Isaias Afewerki se torna Presidente da Eritreia (1991)
- Após a independência de todas as repúblicas, Mikhail Gorbatchov anuncia a extinção oficial da União Soviética, e os Estados Unidos se tornam a única superpotência. (1991)
- Impeachment de Fernando Collor de Mello, presidente do Brasil (1992).
- Eritreia se separa da Etiópia (1993).
- Em meio à Crise constitucional, Boris Iéltsin dissolve o Soviete Supremo e assume poder absoluto na Rússia. (1993)
- Ações militares na Somália em 1993 levam ao questionamento da posição estadunidense como "polícia do mundo (ver também Black Hawk Down.)
- Genocídio de Ruanda mata um milhão de pessoas (1994).
- Investigação da Mani pulite (1994).
- Tem início na Rússia a Primeira Guerra da Chechênia. (1994).
- Tratado de paz entre Israel e Jordânia (1994).
- Começa processo de paz na Irlanda do Norte (1995)
- Em 1995, acaba a Guerra da Bósnia.
- Reino Unido devolve Hong Kong à República Popular da China (1 de julho de 1997) pondo fim ao Império Britânico.
- Presidente americano Bill Clinton se envolve em escândalo sexual com a ex-estagiária da Casa Branca Monica Lewinsky; subsequente julgamento de impeachment em 1998.
- Protestos antiglobalização capitalista.
- Segunda Guerra do Congo envolve sete nações africanas. Dura de 1998 a 2002.
- Em Maio de 1999, o Paquistão manda tropas para ocupar a Caxemira. Segue a Guerra de Kargil com a Índia, perdida pelo Paquistão.
- Portugal devolve Macau à China (20 de dezembro de 1999), dando fim ao império português.
- Benazir Bhutto foi duas vezes primeira-ministra do Paquistão, tornando-se a primeira mulher a ocupar um cargo de chefe de governo de um estado muçulmano moderno.
- Do dia 4 ao dia 16 de setembro aconteceu uma série de ataques terroristas em apartamentos nas cidades russas de Buynaksk, Moscou e Volgodonsk, o que contribuiu para que aumentasse a popularidade de Vladimir Putin.
- No último dia da década, em 31 de dezembro de 1999, Boris Iéltsin renuncia à presidência da Rússia, deixando o país em um caos econômico, político e social. Vladimir Putin assume com a promessa de reconstruir o país que um dia foi uma superpotência.
- Fim da Guerra Civil de Moçambique, com a assinatura dos acordos de paz em Roma em 1992 entre o governo da FRELIMO e a RENAMO. A guerra levada a cabo pela Resistência Nacional de Moçambique com a intenção de introduzir o multipartidarismo e por de lado o socialismo, durou 16 anos. Mais de 1 milhão de moçambicanos foram mortos e mais de 3 milhões refugiados. A guerrilha da RENAMO tinha apoio da África do Sul (ainda sob o regime do Apartheid) e dos EUA.
- Primeiras eleições em Moçambique 1994, onde Joaquim Alberto Chissano saiu vitorioso e Afonso Maceta DlhaKama em segundo lugar.

### Economia

Com a assinatura do Tratado de Assunção, o Mercosul é ratificado em 1991.

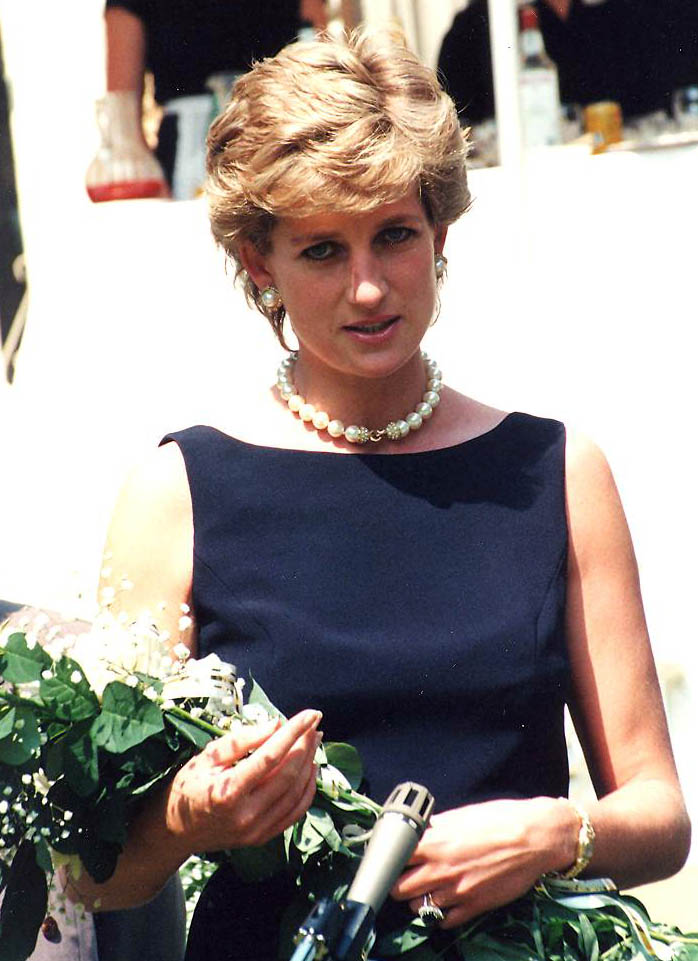
Em 1997 a Princesa Diana morre em um acidente de carro em Paris, na França.

- Acordos no GATT levam à criação da Organização Mundial de Comércio.
- O NAFTA, que diminui barreiras comerciais entre EUA, México e Canadá é assinado por Bill Clinton
- Ratificado o Mercosul, unindo Brasil, Argentina, Paraguai e Uruguai.
- Boom das bolsas levam ao "dot-com boom" (explosão .com), com muito financiamento em Internet.
- Crises financeiras atingem a Ásia em 1997 e 1998 após grandes desenvolvimentos econômicos(ver Tigres Asiáticos).
- Crise russa de 1998 representa o fracasso das reformas promovidas na Rússia por Boris Iéltsin.
- Plano Collor é implementado pela ministra Zélia Cardoso de Mello

## Líderes notórios
- Papa João Paulo II, papa da Igreja Católica
- Rainha Elizabeth II, rainha da Grã-Bretanha
- John Major, primeiro-ministro da Grã-Bretanha
- Mikhail Gorbatchov, presidente da União Soviética
- Boris Yeltsin, presidente da Rússia
- Jacques Chirac, presidente da França
- François Mitterrand, presidente da França
- Romano Prodi, primeiro-ministro da Itália
- Slobodan Milošević, presidente da Iuguslavia
- Lech Wałęsa, presidente da Polônia
- Helmut Kohl, chanceler da Alemanha
- Mario Soares, presidente de Portugal
- Jorge Sampaio, presidente de Portugal
- Rei Juan Carlos, rei da Espanha
- Felipe González, primeiro-ministro da Espanha
- José Maria Aznar, primeiro-ministro da Espanha
- Carlos Salinas de Gortari, presidente do México
- George H. W. Bush, presidente dos Estados Unidos
- Bill Clinton, presidente dos Estados Unidos
- Brian Mulroney, primeiro-ministro do Canadá
- Jean Chrétien, primeiro-ministro do Canadá
- Fidel Castro, presidente de Cuba
- Carlos Menem, presidente da Argentina
- José Sarney, presidente do Brasil
- Fernando Collor, presidente do Brasil
- Itamar Franco, presidente do Brasil
- Fernando Henrique Cardoso, presidente do Brasil
- Alberto Fujimori, presidente do Peru
- Mahathir bin Mohamad, primeiro-Ministro da Malásia
- Jiang Zemin, presidente da China
- Akihito, imperador do Japão
- Fahd bin Abdul Aziz Al-Saud, rei da Arábia Saudita
- Ali Khamenei, Líder Supremo do Irã
- P. V. Narasimha Rao, primeiro-ministro da Índia
- Kim Il-sung, presidente da Coreia do Norte
- Kim Jong-il, Líder Supremo da Coreia do Norte
- Yasser Arafat, presidente da Autoridade Nacional Palestina
- Nelson Mandela, presidente da África do Sul
- Saddam Hussein, presidente do Iraque
- Muammar al-Gaddafi, líder da Líbia
- Hosni Mubarak, presidente do Egito

## Cultura popular

### Música
O grunge, subgênero do rock, foi sem dúvidas o gênero que mais fez sucesso nesse período: Nirvana, Alice in Chains, Pearl Jam, Foo Fighters, Soundgarden, Stone Temple Pilots, The Smashing Pumpkins impactaram durante toda década, dando influência a outras bandas que dominam até hoje o mundo musical como Linkin Park e Coldplay. O fim da década de 1990 foi marcado pelo ressurgimento do Punk Rock e surgimento do Pop Punk, marcados pelas bandas Green Day, blink-182, The Offspring, que continuaram a fazer sucesso na década posterior. A MTV tem seu auge ao abrir canais em vários países, com a popularização da TV a cabo. É importante destacar a banda britânica Oasis, que possuía uma forte influência dos Beatles. Outras bandas de grande destaque foram o Rage Against the Machine, que teve uma grande influência sobre o gênero nu metal na década posterior, e os Red Hot Chili Peppers, cujo som era uma mistura de funk, hard rock, rock alternativo, e soul.
O R&B foi o gênero predominante na cena musical e nas rádios durante toda a década, obtendo destaque por meio de nomes de grande sucesso como Mariah Carey, Aaliyah, Toni Braxton, Boyz II Men, TCL, En Vogue, Blackstreet e vários outros.
Um grande fenômeno, sobretudo na segunda metade da década, foi o Teen Pop, ou simplesmente "Pop adolescente", tendo como as principais representantes femininas Britney Spears e Christina Aguilera. Também por grupos de rapazes, as famosas Boy bands, como Backsteet Boys, 'N Sync, Westlife, Five e outras. Grupos de garotas também, como o fenômeno Spice Girls.
Outro gênero de grande destaque foi o Rap americano, que passou a ganhar notoriedade mundial nessa década. Nomes como: 2Pac, Notorious B.I.G., Snoop Dogg, Puff Daddy, Wu-Tang Clan, Dr. Dre, Ice Cube e Cypress Hill explodiram de popularidade. Foi também ao final dessa época que DMX e Eminem ganharam popularidade.
Vale destacar também a ascensão da música eletrônica ao mainstream. Marginalizada até a década de '80 ela ganhou notoriedade após Madonna trabalhar com produtores de House no início dos anos 1990 em hits como "Vogue", remixes de seus singles e no álbum Erótica. Durante este período, músicas como "Pump Up the Jam" do Technotronic e "I've Got the Power" do Snap! explodiram em todas as rádios, dando início a novas tendências mundiais. Não demorou muito para outros estilos de Eletrônica aparecerem no mercado, como o nascimento do Drum 'N Bass e do surgimento do Techno, que foi o precedente de outras influências como o Trance e o Psy. Nomes como: The Prodigy, Moby, Fatboy Slim, Culture Beat, Daft Punk, 2 Unlimited, Rozalla, Gigi D'Agostino, entre outros... também fizeram enorme sucesso.
É importante frisar o sucesso do cantor Michael Jackson que teve seu álbum Dangerous o álbum de cantor masculino mais vendido da década de 1990. Fez mais sucesso ainda com a History World Tour, a turnê que mais arrecadou na década tendo hits apresentados como Billie Jean, Earth Song etc. Michael Jackson também foi o artista do ano de 1995, ano do lançamento de HIStory: Past, Present and Future, Book I, o álbum duplo mais vendido da história, sendo assim, Michael Jackson sendo o maior destaque da década de 1990'.
No Brasil, a Lambada explode no início da década com o sucesso da novela Rainha da Sucata.
O sertanejo também aparece com muita força puxadas por diversas duplas sertanejas que fizeram grande sucesso como Leandro & Leonardo (até a morte de Leandro em 1998), Chitãozinho & Xororó, Zezé di Camargo & Luciano, Chrystian & Ralf e outras duplas e artistas notórios do gênero na época, como Roberta Miranda e Sula Miranda.
O pagode também foi representado com bastante louvor vários grupos se destacando: Raça Negra, Exaltasamba, Só Pra Contrariar, Molejo, Soweto e Katinguelê. Já o Samba teve Zeca Pagodinho como grande destaque.
A música baiana (axé music, samba-reggae e pagode baiano) também foi mania nacional com Daniela Mercury, que ficou conhecida como a "rainha da Axé music", emplacando 10 músicas em primeiro lugar na parada oficial brasileira e vendeu mas de dez milhões de discos. Também conjunto É o Tchan, Banda Eva de onde saiu para carreira solo a baiana Ivete Sangalo.
O grande destaque foi o funk carioca ou funk melody que despontou principalmente com a dupla Claudinho & Buchecha mas também se destacaram Mc Marcinho e Cidinho & Doca.
Entre os artistas que produziam música pop, foram febres Sandy & Junior, Deborah Blando, Patricia Marx, Dominó, Fat Family e Pepê & Neném.
No rock brasileiro destaca-se as bandas Skank, Jota Quest, Raimundos, Planet Hemp, O Rappa, Charlie Brown Jr., Los Hermanos, Sepultura e Angra, vale destacar também que bandas veteranas surgidas na década anterior como os Paralamas do Sucesso, Kid Abelha e Legião Urbana ainda tiveram muito destaque durante a primeira metade da década.
O conjunto musical Mamonas Assassinas foi destaque nacional vendendo em seu único disco mais de 1 milhão e 800 mil cópias, porém um ano após estourarem o conjunto inteiro morreu num acidente aéreo em São Paulo. No Rap nacional o grupo Racionais MC's fizeram enorme sucesso com seu discurso politizado e contundente. Na música eletrônica um nome relevante foi o de DJ Marky. Vindo da periferia de São Paulo ele foi o principal nome que introduziu o Drum 'N Bass no cenário musical brasileiro, criando tendências que marcaria a música Eletrônica no mundo inteiro.

### Televisão

Na Copa dos Estados Unidos (1994), a seleção do Brasil conquistou o tetracampeonato.

- Os gays e lésbicas passam a aparecer mais na mídia, com shows como: Will and Grace, em filmes como: The Birdcage e In and Out, e celebridades que "saem do armário" como: K.D. Lang, Elton John, Melissa Etheridge, Ellen DeGeneres e George Michael. O presidente Bill Clinton geralmente tem um ponto de vista pró-direitos homossexuais.
- Aumenta o número de programas centrados na faixa dos 20 a 30 anos, como: E.R. (Plantâo Médico 1994-2009), Beverly Hills, 90210 (Barrados no Baile 1990-2000), Melrose Place (1992-1999), Party of Five (O Quinteto, 1994-2000), Ally McBeal (1997-2002), Buffy the Vampire Slayer (Buffy, a Caçadora de Vampiros, 1997-2003) Friends (1994-2004), Fantasma Escritor (1994-1997), e Seinfeld (1989-1998), além da série brasileira Confissões de Adolescente.
- Morre aos 28 anos o filho de Bruce Lee, o ator Brandon Lee, durante as filmagens de O Corvo, em 31 de março de 1993.
- Animê se populariza com: Cavaleiros do Zodíaco, Dragon Ball Z, Yu Yu Hakusho, Sailor Moon, Sakura Card Captors, Pokémon, Guerreiras Mágicas de Rayearth, Ghost in The Shell, Cowboy Bebop, Neon Genesis Evangelion e Princesa Mononoke.
- São criadas as séries Doug e O Mundo de Beakman.
- A animação para televisão se revitaliza, de personagens novos (Animaniacs, Tiny Toon), clássicos (Garfield e Amigos), super-heróis (começando com Batman e Homem Aranha em 1991) e adaptações de personagens de videogame como Sonic e Mario.
- Power Rangers, Tartarugas Ninja e Barney popularizam-se entre as crianças.
- Em 1990, é criada a MTV Brasil. E além da transmissão de videoclipes, a MTV internacional começa a exibir shows originais como: "The Real World" (dando partida a febre de Reality shows). A filial brasileira aproveita e faz o mesmo, com programas diversos, como o campeonato de futebol Rockgol.
- Mais desenhos adultos são feitos, como: Os Simpsons (1989-presente), Ren & Stimpy (1991-1995), Beavis and Butt-Head (1993-1997), South Park (1997-presente), King of the Hill (1997-2006), e Family Guy (1999-2002, 2005-presente).
- O "mundo-cão" e o jornalismo sensacionalista se espalham na televisão brasileira, tendo início com o Aqui Agora.
- Humorísticos se renovam com: Escolinha do Professor Raimundo, Casseta & Planeta Urgente, Sai de Baixo e Zorra Total.
- A TV Cultura se torna "padrão de qualidade" com programas como Roda-Viva e Castelo Rá-Tim-Bum.
- A década é marcada pelo apogeu e queda da Rede Manchete no Brasil. Em 1999, o canal é extinto e sucedido, meses depois, pela RedeTV!.
- A TV Globo lança o jornal humorístico Doris para Maiores.
- Com o fim da censura no final da década anterior, as telenovelas passam a abordar temas mais sérios com maior frequência, como a homossexualidade (em A Próxima Vítima) (1995) e Torre de Babel (1998), a reforma agrária em O Rei do Gado (1996), entre muitos outros.
- Outras telenovelas da TV Globo se destacaram com sucesso em audiência e repercussão durante a década, como Rainha da Sucata, Barriga de Aluguel, Vamp, Pedra Sobre Pedra, Mulheres de Areia, Renascer, A Viagem (a qual foi reprisada diversas vezes no Vale a Pena Ver de Novo da TV Globo e no Viva), Quatro por Quatro, História de Amor, A Indomada, Por Amor e Terra Nostra, dentre outras.
- As telenovelas mexicanas ganham destaque com as tramas de maior sucesso no Brasil, entre elas estão: Maria do Bairro e A Usurpadora.
- Fundação da TV Globo Internacional em 30 de agosto de 1999, tornando-se o primeiro canal brasileiro para o exterior.
- A TV Record se torna Rede Record em 1990 e se expande rapidamente.
- De 1997 a 2000, a adaptação brasileira da novela Chiquititas, de Cris Morena, produzida pelo SBT em parceria com a emissora argentina Telefe, se torna o maior fenômeno infantil da década. Assim como a versão original, a trama foi extremamente lucrativa, rendendo mais de 36 milhões de reais em merchandising e produtos; além de 5 milhões de cópias vendidas dos 6 discos de sua trilha sonora, composta pela própria autora e traduzidas para o português por Caion Gadia. Músicas como: "Remexe"; Tudo, Tudo"; "Mentirinhas"; "Coração com Buraquinhos"; "Brinquedo Pra Montar"; "O Que Você Fez?"; "Viva A Vida"; "Só Por Uma Vez"; "Um Cantinho de Luz;"; "Mexe Já"; "Lu Lucita"; "Me Dá Um CH"; "Penso Em Ti"; "Sempre Chiquititas"; "Álbum da Vida" e "Adolescente"; marcaram as crianças e adolescentes da época, sendo tocadas em rádios, musicais e apresentações em TV do elenco.

### Diversões eletrônicas e outras curiosidades
- Os videogames se aperfeiçoam, com Sega e Nintendo brigando pelo mercado no começo da década com seus videogames Super Nintendo e Sega Mega Drive. Na metade da década ocorre a entrada da Sony com o PlayStation em 1995, o primeiro console a apostar maciçamente em gráficos 3D, forçando suas concorrentes a se adaptarem a nova tendência lançando consoles como o Nintendo 64 e o Sega Saturn. Com o fracasso do Sega Saturn, planejado inicialmente para rodar jogos 2D mas que de última hora foi adaptado para jogos 3D no final de seu processo de criação, em 1998 a Sega lança o primeiro videogame 128 bits do mundo, o Dreamcast, trazendo gráficos e mecânicas nunca vistos até então, devido ao maior grau de realismo em seus jogos (em comparação com os jogos lançados pelas suas concorrentes na época), antecipando a tendência da década seguinte de criar jogos mais realistas.
- Jogos para computadores acompanham a popularização dos PCs, como Doom e Civilization.
- Inicia-se a febre Pokémon, que contagia crianças do mundo todo.
- Os arcades/fliperamas começam a decair.
- O Tamagochi vira moda no fim da década.
- Parques de diversões como Hopi Hari, Terra Encantada, Parque do Gugu, Wet'n Wild, Beto Carrero World e outros começaram a operar no final da década, trazendo a tecnologia avançada de parques internacionais para o Brasil.
- Reality shows, seguindo o estilo de The Real World da MTV.
- Esportes radicais experimentam aumento de popularidade, e ganham torneio atual na ESPN, os X-Games.
- Dogma 95 é a principal inovação no cinema artístico.
- Esportes recreacionais incluem escalada, mountain bike, skydiving, snowboarding, alpinismo, bungee jumping, patins in-line e remo.
- Douglas Coupand cunha o termo Geração X, que passa a designar a geração nascida nos 60 e 70.
- "Girl power", termo usado pelo girl group Spice Girls, defendia a igualdade entre os sexos e o poderio feminino, além da força da amizade feminina, fazendo repressão ao machismo.
- Quadrinhos/BD começam a decair entre jovens, especialmente por causa do mangá. A Marvel e a DC Comics começam a ter sua primazia diminuída por editoras como: Image Comics. Assim como também histórias on-line começam a ser criadas.

### Moda
- Durante a primeira metade da década, a moda continua similar a dos anos 1980, porém com alguns estilos em surgimento. O mais popular: grunge, dominaria o cenário mais à frente.
- Com o grunge ganhando força, cabelos grandes e desarrumados, jeans oversized rasgados, bandanas, pochetes e jardineiras tornam-se uma marca, sendo usados por homens e mulheres, como uma espécie de "uniforme".
- Preto se torna a cor predominante na moda.
- Das ruas às passarelas, o estilo gótico, conhecido por abusar de cores escuras, e roupas de materiais pesados, fazem a cabeça dos jovens e torna-se um sucesso.
- No público feminino, a moda passa por uma grande transformação na metade da década, ganhando referências de épocas anteriores. Dos anos 1960, as roupas com cores claras, tiaras, cabelos curtos, com franjas, e até o famoso corte "Joãozinho". Já dos anos 1970, foram os calçados desproporcionais: plataformas e tamancos fechados de couro sintético e madeira, vestidos longos e também as famosas gargantilhas e tatuagens temporárias.
- No público Masculino, passa-se a usar mais as peças em jeans, mantendo a tendência que ganhou bastante força na década de 1980 e que prevaleceu também durante aquela fase. Com influências do grunge, os sucessos nos guarda-roupas dos homens eram camisas xadrez ou de flanela amarrada na cintura e camisetas estampadas com fotos de bandas famosas. Durante a metade da década, o armário masculino também recebe o acrescento do estilo hip-hop, famoso pelas calças "baggy" (mais largas), camisas de manga longa e jaquetas de times esportivos.
- No Brasil e grande maioria do mundo, a moda da cintura para cima (acima do umbigo), usada principalmente entre o sexo feminino, começa a sair de moda a partir de 1997, dando lugar as calças ou shorts de cintura baixa (que mostram barriga e umbigo). Só a partir de 1998, as mulheres adultas começam a adotar o novo estilo. Em 1999, a cintura alta já era considerada "algo do passado" e havia sido praticamente extinta do guarda-roupa dos jovens e adultos modernos.
- O estilo hippie também voltou durante o fim da década. Para as mulheres, foram as calças boca-de-sino que tiveram releitura. Para os homens adolescentes foram os cabelos longos e com dreads, moletons coloridos com calças largas, junto de roupas que chamavam a atenção para causas políticas ou à natureza.
- No fim da década, bem como na de 2000, houve um resgate do estilo punk rock dos anos 1980. Repaginado com um visual mais moderno, foi repopularizado por bandas como blink-182 e Green Day. Este caracterizava-se por camisetas e moletons largos, bermudas e calças dickies, meias na altura da canela, toucas e capuzes, piercings, tatuagens e cabelos coloridos. O estilo punk 90's foi uma febre entre os jovens até os primeiros anos da década seguinte.
- O corte "tigelinha", que atualmente é sucesso entre as crianças em idade pré-escolar, também foi o corte de cabelo de muitos adolescentes

## Esportes
- Futebol:O Brasil conquista o quarto título mundial na Copa do Mundo realizada nos Estados Unidos em 1994.
- ocorreu  a primeira Copa do mundo de futebol feminino em 1991 na China.
- Automobilismo: O Brasil conquista dois títulos mundiais de Fórmula 1, ambos com Ayrton Senna, em 1990 e 1991. Em 1994, Ayrton Senna morre após acidente no GP de San Marino, disputado no circuito italiano de Ímola. Nelson Piquet encerra sua carreira na Fórmula 1 em 1991 e no ano seguinte sofre grave acidente nos treinos para as 500 Milhas de Indianápolis. Posteriormente, Raul Boesel conquista uma segunda colocação nas 24 Horas de Le Mans, a maior colocação brasileira na corrida. E Emerson Fittipaldi vence pela segunda vez as 500 Milhas de Indianápolis em 1993 e em 1996, após grave acidente no GP de Michigan, válido pelo campeonato da CART, encerra sua carreira.

## Outros eventos marcantes
- O impacto do ser humano no meio ambiente se torna mais reconhecido.
- Divórcio e escândalo na Família Real Britânica.
- Mortes (controversa) de Kurt Cobain, vocalista da banda de Grunge, Nirvana, Stevie Ray Vaughan músico de blues e um dos maiores guitarristas da história.
- Os atentados de Oklahoma City, no qual um terrorista americano explode prédios federais e mata 168.
- O cantor e compositor Cazuza, símbolo da rebeldia da juventude dos anos 1980, morre no começo da década aos 32 anos em 7 de julho de 1990.
- Crime nos EUA sobe em 1991, e começa a cair no ano seguinte. No Brasil, aumenta.
- Freddie Mercury, vocalista do grupo Queen, morre em decorrência da AIDS, no ano de 1991.
- A atriz Daniella Perez que atuava na novela de sua mãe Glória Perez, De Corpo e Alma é assassinada com golpes de punhal pelo colega de elenco Guilherme de Pádua e sua até então mulher Paula Thomaz (hoje Paula Nogueira Peixoto) em 28 de dezembro de 1992 causando comoção popular.
- Os dois maiores astros da música pop vêm ao Brasil pela primeira vez: Michael Jackson em 1993 (em carreira solo, pois com o grupo Jackson Five veio ao país em 1974) e Madonna, no mesmo ano.
- O surgimento do protesto em massa com o governo de Clinton e bandas antipolíticas como Rage Against The Machine mexem com o gosto da população e se torna mundialmente famosa pelas suas entrevistas pesadas na televisão mundial contra o governo.
- Morre, aos 27 anos, o vocalista da banda Nirvana, Kurt Cobain, em abril de 1994. A banda estava no auge do sucesso e, até hoje, é uma das melhores bandas de grunge que já existiu.
- O grupo Mamonas Assassinas se consolida como o maior fenômeno da música brasileira com o maior número de vendagem de discos em menos tempo no ano de 1995. No ano de 1996, o grupo sofre um acidente de avião que tirou a vida de todos os integrantes da banda.
- O polêmico rapper Tupac Shakur é assassinado na cidade de Las Vegas em 1996.
- Renato Russo, vocalista da banda Legião Urbana, morre em decorrência da AIDS no dia 11 de outubro de 1996, causando o fim da banda no mesmo ano.
- Em julho de 1997, ocorre o suspeito assassinato do estilista Gianni Versace, baleado nos degraus de sua mansão em Miami Beach.
- Princesa Diana morre em um acidente de carro (controverso) em 31 de agosto de 1997.
- Madre Teresa de Calcutá morre aos 87 anos em 1997.
- Em 1997 o golfista Tiger Woods vence o Torneio de Masters, sendo o mais jovem (21) e o primeiro negro a fazê-lo.
- Um dos maiores nomes da música brasileira, Tim Maia, morre em 8 de março de 1998 aos 55 anos, após passar mal durante as gravações de um especial televisivo, devido a uma crise hipertensiva e um edema pulmonar.
- Em junho de 1998, Luís José da Costa, Leandro da dupla Leandro & Leonardo, morre de falência múltipla de órgãos, em decorrência de um tipo raro de câncer no pulmão, chamado Tumor de Askin.
- Massacre de Columbine: dois estudantes americanos matam 12 colegas e se suicidam na sua escola em Littleton, Colorado em 20 de abril de 1999.
- John F. Kennedy, Jr., a esposa e a cunhada morrem num acidente de avião em julho de 1999.
- Lance Armstrong ganha a Volta da França em 1999, dois anos após um câncer de testículo.